# Pannaria aenea
Pannaria aenea är en lavart som beskrevs av Müll. Arg. Pannaria aenea ingår i släktet Pannaria och familjen Pannariaceae.   Inga underarter finns listade i Catalogue of Life.